# Antonio Blanco Freijeiro
Antonio Blanco Freijeiro (Marín, Pontevedra, 6 de septiembre de 1923-Las Rozas de Madrid, Madrid, 6 de enero de 1991) fue un historiador y arqueólogo español. Catedrático de Arqueología, Epigrafía y Numismática de la Universidad de Sevilla (1959-1974), más tarde de Arqueología Clásica en la Universidad Complutense de Madrid (1974-1988), y académico bibliotecario de la Real Academia de la Historia (1977-1991).

## Biografía
Era hijo del notable músico y erudito gallego Antonio Blanco Porto, vinculado desde 1921 a la Sociedad Filarmónica de Pontevedra y, desde 1926 a 1940 cuando fallece, cofundador y primer director de la paralela Sociedad Coral Polifónica de Pontevedra. 
Blanco estudió Filosofía y Letras en las universidades de Santiago de Compostela y Complutense de Madrid, doctorándose en Filología Clásica por esta en 1947, con una tesis sobre Minería y metalurgia española en la Antigüedad (1947), dirigida por su maestro Antonio García y Bellido, tutela y tema que le encaminaron definitivamente por la senda de la Arqueología Clásica y mantuvieron su interés posterior por los asuntos mineros antiguos. Viajó tras ello a la Universidad de Oxford para realizar una estancia de estudio (1947-1949) con la beca de la "Fundación Conde de Cartagena", de la Academia de la Historia, en la que gozaba del apoyo firme del influyente Francisco Javier Sánchez Cantón, pontevedrés como él y a quien Blanco consideraba como su segundo maestro. A su vuelta a España es Profesor Ayudante y Adjunto de Arqueología de García y Bellido en la Universidad de Madrid (1949-1959) (durante su primer curso fue alumno suyo José María Blázquez), colaborando también en el Instituto de Arqueología "Rodrigo Caro" del CSIC, que dirigía Bellido. Durante esos años (1954-1955) disfrutó de una beca de la Fundación Alexander von Humboldt, lo que le permitió ampliar su formación germánica y perfilar su sentido winckelmanniano de lo clásico en las universidades de Heidelberg y Bonn. M. Blech (del Instituto Arqueológico Alemán de Madrid) resumió así este periplo formativo en el marco de la reanudación de las relaciones europeas:
El primer becario fue Antonio Blanco Freijeiro (1924-1991), alumno de García Bellido, quien siguió el ejemplo de su maestro ampliando sus estudios y experiencias fuera de las fronteras españolas, primero en Oxford con J.D. Beazley (1885-1970) –el gran investigador de la cerámica griega, especialmente la ática– y P. Jacobsthal, en ese momento emigrante judío de la Alemania nazi. Más tarde estuvo en Alemania, concretamente en Heidelberg con Herbig (1898-1961) y, finalmente, con Ernst Langlotz (1895-1978) en Bonn.
Los estudios en Bonn reforzaron algunas tendencias anteriores de Blanco, su alta valoración del modelo griego, sus profundos conocimientos estilísticos y su manera de ver los productos artísticos como seres vivos. Blanco siguió las tesis de García y Bellido y de Rhys Carpenter, que en cierto modo entroncan con las posteriores tesis de E. Langlotz sobre un arte foceo 'helenizador', estrechamente asociado a la actividad comercial y a la talasocracia.
Como una muestra de su amplia formación y variedad de intereses, solo dos años después de llegar a la cátedra de Sevilla firmó, en 1961, la vacante de la hacía poco creada (y en breve tiempo extinguida) cátedra de "Historia de las Religiones" de la Universidad Complutense, en cuya oposición no pudo llegar a participar. Fue Miembro Ordinario del Instituto Arqueológico Alemán de Berlín y académico de número de la Real Academia de Bellas Artes de Santa Isabel de Hungría de Sevilla, en 1963, y, desde 1977, igualmente de la Real Academia de la Historia de Madrid, de la que fue bibliotecario perpetuo. Muy poco inclinado a los cargos, ejerció no obstante varios años como Vicedecano de la Facultad de Filosofía y Letras de la Universidad de Sevilla (1966-1974) y, por un breve tiempo, como Inspector Técnico y Comisario General de Excavaciones Arqueológicas. Durante casi año y medio, entre septiembre de 1967 y febrero de 1969, fue director de la Academia Española de Bellas Artes de Roma, cargo que tuvo que abandonar al ser destituido de la misma tras un proceso contencioso-administrativo.
En 1983 fue galardonado con el premio de traducción Fray Luis de León por su versión española de la Historia de la Edad de Piedra, de Hermann Müller-Karpe, pero más eco aún obtuvo su versión de The Roman Revolution de sir Ronald Syme (1939), publicada por Taurus en 1989 y pronto agotada. En 1985 Blanco fue nombrado vocal del Real Patronato del Museo del Prado en representación del Cuerpo Facultativo de Conservadores de Museos. Muchos años atrás había sido conservador de escultura del propio museo (realizando su catálogo en 1957), como también de antigüedades de la Casa Ducal de Alba.
Practicó en ocasiones la arqueología de campo, primero en los años 50, colaborando en las excavaciones españolas en el santuario de Gabii (Italia), y después dirigiendo o codirigiendo algunas excavaciones y prospecciones, como en La Guardia de Jaén, Riotinto (Huelva), Tejada la Vieja, Ategua (Córdoba), La Lanzada (Pontevedra), o Itálica (Sevilla). Dos de sus artículos tempranos, "Orientalia I" y "Orientalia II" tuvieron un merecido eco e influencia, por situar en primer plano el período llamado "orientalizante". Fue cofundador en 1970 de la revista científica Habis de la Universidad de Sevilla, y dirigió la colección de arte antiguo de Historia 16. Al igual que su maestro, García y Bellido, fue de los pocos arqueólogos españoles contemporáneos en dedicar obras de síntesis de cierta entidad a culturas de fuera de la península ibérica, como sus famosos manuales sobre el arte griego y el del Próximo Oriente y aproximaciones más breves a artes como el egipcio o el romano. Como herencia de su formación filológica y europea, mantuvo siempre su facilidad para manejar e incluso recitar obras en griego (sobre todo Homero), y el cultivo de los idiomas científicos modernos. Tenía una vasta cultura, que reflejaba en un discurso elegante y ameno, y en un estilo literario a la misma altura, difícilmente imitable. Entre sus aficiones personales se contaban el cine y las novelas del Oeste. 
Habiendo padecido poco tiempo antes algunos problemas cardiacos, falleció repentinamente en la madrugada del día de Reyes de 1991, recibiendo sepultura en el panteón familiar de Marín, su pueblo natal, junto a su primera esposa, Pilar López-Brea Osorio, bibliotecaria de la Universidad de Sevilla y más tarde bibliotecaria directora de la Real Academia de la Historia, fallecida años atrás, en 1982. La hija superviviente de ambos, Mercedes Blanco López-Brea de Morel, es profesora de español en la Universidad París IV-Sorbonne y experta en la literatura española del siglo XVII (enlace roto disponible en Internet Archive; véase el historial, la primera versión y la última)..

## Honores póstumos
El Área de Historia Antigua de la Universidad Autónoma de Madrid inauguró años atrás en su honor el "Aula Didáctica Antonio Blanco Freijeiro. Laboratorio para la Historia Antigua de Oriente y Egipto" Archivado el 12 de noviembre de 2013 en Wayback Machine., que mantiene una colección de materiales prácticos, organizando además series anuales de conferencias. Su ciudad natal, Marín organiza también en los últimos diez años una semana en su recuerdo, incluyendo distintos actos culturales.

## Monografías
- Museo del Prado. Catálogo de la escultura: 1. Esculturas clásicas. 2. Esculturas, copias e imitaciones de las antiguas (siglos XVI-XVIII), Madrid, 1957 (2ª ed., 1981, con M. Lorente).
- Arte Antiguo del Asia anterior, Universidad de Sevilla, 1972 (3ª ed., 1981).
- Arte Griego, Madrid, 1956 (3ª edición renovada, CSIC, Textos Universitarios n.º 48, 2011
- Apuntes de la vida romana en la obra de Séneca, Madrid, Fundación Pastor, 1966.
- El puente de Alcántara en su contexto histórico. Discurso de ingreso leído en sesión solemne celebrada el 23 de enero de 1977, Madrid, Real Academia de la Historia, 1977.
- Mosaicos romanos de Italica (I). Mosaicos conservados en colecciones públicas y particulares de la ciudad de Sevilla, Madrid, Instituto Español de Arqueología "Rodrigo Caro", CSIC, 1978.
- Exploración arqueometalúrgica de Huelva, Madrid, 1981 (con B. Rothenberg).
- Los primeros españoles, ed. Historia 16, colección Historias del Viejo Mundo, Madrid, 1988.
- Historia de Sevilla I. La ciudad antigua: de la Prehistoria a los visigodos, Universidad de Sevilla, 1989 (con pequeña biografía y foto).
- Antonio Blanco Freijeiro. Opera minora selecta, Colección Abierta n.º 32, Universidad de Sevilla, Secretariado de Publicaciones, 1996.

Sobre él:
- VV. AA., Homenaje al Profesor Antonio Blanco Freijeiro, Madrid, Facultad de Geografía e Historia, Universidad Complutense, 1989.
- VV. AA., Estudios de Arqueología Gallega. Homenaje a Antonio Blanco Freijeiro, Museo Provincial de Pontevedra, Vigo, 1998.